# Eugenia tepuiensis
Eugenia tepuiensis är en myrtenväxtart som beskrevs av Julian Alfred Steyermark. Eugenia tepuiensis ingår i släktet Eugenia och familjen myrtenväxter.
Artens utbredningsområde är Venezuela. Inga underarter finns listade i Catalogue of Life.